# News zero
『news zero』（ニュース・ゼロ）は、日本テレビをはじめとしたNNN系列で2006年10月2日から毎週月曜日から金曜日の深夜に生放送されている平日最終版の報道番組。ステレオ放送（2011年10月3日から）。
略称および番組タイトルコールは「zero」。2018年9月29日（土曜日）までの番組名は、読みが同じである大文字表記の「NEWS ZERO」であり、略称および番組タイトルコールは大文字表記の「ZERO」であった。

## 概要
1954年10月4日から52年間続いた『NNNきょうの出来事』が2006年9月29日に終了し、それに代わる日本テレビの最終版ニュース番組として放送開始した。この「ZERO」の開始により、NNN系列の冠がつく平日最終版のニュース番組は消滅した。さらに、これまで分離されていたスポーツニュース枠（『どんまい!!スポーツ&ワイド→どんまい!!→TVじゃん!!』→『スポーツMAX』→『スポんちゅ』）も12年半ぶりに最終版ニュースに統合された。
番組スタート当時のCMでは、「52年ぶりに夜が変わる」、「52年ぶりの新番組」をキャッチコピーにしていた。番組のコンセプトは『ゼロから始める、革命的ニュースショー』。その日に起こった政治、経済、社会、芸能、スポーツの話題をよりわかりやすく伝えていく。

## 歴史

### 2006年10月 - 2018年9月 村尾時代
初代のメインキャスターには、大蔵省（現在の財務省）の官僚から関西学院大学大学院の教授に転じていた村尾信尚を起用。従来報道局単独で制作されていた『きょうの出来事』とは異なり、スポーツ番組やワイドショーを制作するスポーツ・情報局、バラエティ番組やドラマを制作する制作局のスタッフも組み入れたプロジェクトチーム制で制作されている。
2007年10月から放送時間が月 - 木曜日のみ3分拡大（23:58まで、金曜日はこれまで通り翌0:25まで）し、キャスターが一部入れ替わることになった。リポーターの知花くららは同年9月18日で番組を降板した。これにより、火曜キャスターには板谷由夏、金曜日のサブキャスターは八木依子が担当することになった。
2008年10月から金曜の放送時間が25分繰り下げられ、23:55開始となり、終了時間が翌0:55までとこれまでより5分延びて60分の放送となった。同時に長嶋一茂と八木依子が降板。一茂の後任は置かれず、板谷も2008年5月中に産休に入っていたため、それから約1か月程度の間、実質的に曜日レギュラーは櫻井のみとなっていたが、11月に板谷が復帰した。八木の後任も立てられず、金曜日は村尾・鈴江・ラルフの3名のみで進行することになった。
2009年10月から開始当初から出演していた鈴江が、菊川怜の後任として『真相報道 バンキシャ!』のサブキャスターも務めることになったため、小林同様に月曜から木曜のみの出演となる。金曜日の放送は鈴江に替わって、日本テレビアナウンサーの松尾英里子と七尾藍佳が加わることになった。なお、金曜は前々枠の『未来創造堂』の終了と前枠の『アナザースカイ』の時間繰上げに伴い、1年ぶりに23:30からの放送に戻される。
2010年3月26日を持って、開始当初から出演していた小林が結婚により降板したため、後任にバイオリニストの宮本笑里が就任した。ただし原則として火曜日の「@CULTURE」の担当で、小林の役回りは鈴江が引き継いでいる。松尾も金曜日だけの担当から、平日担当になり、金曜日は23:30 - 23:58に『恋のから騒ぎ』が移動するため、28分繰り下げられ、23:58開始となる。
2011年3月25日、金曜キャスターの七尾藍佳がブルームバーグ記者への転身に伴い 降板した。後任は元毎日放送アナウンサーの八木早希が担当する。
2012年4月3日から番組オープニング・スタジオセットやBGMやテロップが初めて変更されたほか、「ニュースウォール」も一回り縦横に拡大され、画質も向上した。同時にリアルタイム字幕放送に対応するようになった（前番組・きょうの出来事で、最晩期にそれを行っていた以来）。それまでは字幕放送は行っておらず、唯一2011年3月3日は耳の日ということで、当番組含め当日の同局系の全国ネットの生番組のすべてでリアルタイム字幕放送が実施されたのみであった。なお、日本テレビでは地デジにおいて字幕信号を常時送出している。新たにホラン千秋が新キャスターとして番組に加り（金曜を除く）、火曜キャスターとして新たに桐谷美玲が加わった。このため火曜日のカルチャーコーナーを担当していた宮本は月1回のペースでの出演に変わった。
2013年4月1日から、番組オープニング・スタジオセットやBGMやテロップが再度変更。サブキャスターのホラン、進行キャスターの鈴江、徳島が同年3月29日までに番組を降板。鈴江の後任として、これまでフィールドキャスターを務めていた右松が進行キャスターを引き継いだ。ホランの後任には山岸舞彩が加入した。また新たに磯貝初奈（中京テレビを経て現在フリー）が気象キャスターとして加わった。さらに乙武洋匡が教育問題担当のレギュラーキャスターとして月1回程度出演する。同年9月30日月 - 木曜日の放送時間を23:00 - 23:59に変更し、6分拡大となった22時台の番組をそのまま引き継ぐ形となった。
2015年3月30日からオープニングのみ変更された。金曜は前枠の『未来シアター』が終了したことに伴い、5年ぶりに23:30からの放送に戻される。
番組開始から12年間にわたってメインキャスターを務めた村尾は、2018年9月29日（土曜日）放送分で勇退。その他、2007年10月から火曜キャスターで2012年4月から不定期出演していた板谷は、同年9月19日放送分で降板した他、火曜キャスターとして出演していた桐谷は同年9月25日放送分で、不定期出演していた又吉は同年9月26日放送分で村尾と同じく番組を降板し大半のキャスターを入れ替えた。そのため、有働時代にも引き続き出演するのは、唯一番組開始当初から出演している櫻井と2017年10月に加入した岩本乃蒼のみとなり、櫻井と岩本以外はほぼ全員降板した。

### 2018年10月 - 2024年3月 有働時代
2018年10月1日（月曜日）放送分からは、元NHKアナウンサーの有働由美子を2代目のメインキャスターとして起用。さらに、タイトルロゴを大文字（『NEWS ZERO』）からセリフ体の小文字の表記（『news zero』）に統一。番組開始から使用してきた長方形のモニター（通称「ニュースウォール」）に代わって、日本のテレビ番組では初めて円形のモニターを導入するなど、スタジオセットも一新した。テロップの書体にはこれまで部分的な使用に留められていたイワタ新ゴシック体が全面的に使用されている。また、「視聴者と会話するニュース」というコンセプトのもと、SNSで視聴者からのコメントを募集し、番組エンディングで紹介する試みもスタートした（この取り組みは、2019年10月のリニューアルをもって廃止） 。
2019年10月28日放送分から再びリニューアル。番組オープニング・スタジオセットやテロップが変更されたほか、番組開始から長らく、長方形のモニター（通称「ニュースウォール」）や円形のモニターなど、可動できない大型モニターを使用してきたが、新たに全部で5枚ある可動式のモニター（通称「屏風モニター」）を導入した。また、水曜パートナーとして、辻愛沙子が同年10月30日放送分から加入したほか、ナレーションが「だ・である」調から「です・ます」調に変更された。
2021年9月27日から、番組オープニング・テロップが2年ぶりに変更された。
2022年10月3日からスタジオセットが一部リニューアルされた。また、この週より毎週金曜日の有働の出演が無くなったが当番組および日本テレビからの公式な発表はされていない。
2023年3月31日をもって村尾時代の2017年10月に加入した岩本乃蒼が2023年5月から「キャリアサポート休職制度」の利用に伴う休職のため、番組を降板。そのため村尾時代からの出演者は番組開始当初から唯一出演している櫻井のみとなる。
2024年3月28日（木）をもって、5年半メインキャスターを務めた有働が降板した（なお先述の通り、有働は金曜には出演しないため、この日が最終日となった）。

### 2024年4月 - 藤井時代
2024年4月1日より、同年3月で日本テレビを退職してフリーアナウンサーとなった藤井貴彦が『news every.』から異動する形で3代目のメインキャスターに就任し、番組もオープニングやスタジオセット・テロップが変更するなどリニューアルした。
コンセプトを『あなたのプラスに』に変更し、夜遅い時間でも…LIVE情報を大切に、速報や「いまみたい」にこだわり、前向きなきっかけを与えられる番組を目指している。なお、藤井は有働同様、原則金曜は出演せず月 - 木曜に出演している。藤井を支えるキャスターとして、ニュースキャスターに佐藤梨那（月 - 水）、中島芽生（木）が引き続き出演している（担当曜日変更あり）。また、2018年から約3年半スポーツキャスターを担当した山本紘之が2年ぶりにニュースキャスターとして復帰した。中島（金曜はメインキャスター）とともに金曜を担当している。ニュースキャスターが兼務していたフィールドキャスターは大町怜央（月・火）、山本里咲（水・木）が新たに加入し、担当している。スポーツキャスターは小髙茉緒（火 - 金）が単独で担当している。
このリニューアルと同時に、パートナーは月曜キャスターの櫻井を除き期間が決められており、2025年3月までは3か月間、同年4月からは火曜・水曜が6か月間、木曜が2か月間となっている。

### 視聴率
初回視聴率は7.5%を記録した（ビデオリサーチ調べ、関東地区・世帯・リアルタイム）。
2018年10月第1週（同月1日 - 8日、リニューアル後初週）の視聴率は、週平均では8.7%と、前週（同年9月第4週、同年9月25日 - 30日。ただしこの週について、24日 - 27日は通常編成、29日は通常より35分遅れでの放送）の7.4%を1.3ポイント上回り、初回から順に10.0%、以降は10.4%、7.9%、8.4%、6.6%を記録した（ビデオリサーチ調べ、関東地区・世帯・リアルタイム）。
その後、2018年10月12日には4.6%を記録（ただし金曜日のため月-木曜と異なり23時30分開始）し、2019年1月時点の報道では5%以下の回がほとんどと報じられるなど苦戦が伝えられていたが、その一方で2019年2月12日には11.0%とリニューアル初回を上回る視聴率を記録する回も出ている。2019年2月12日週にはリニューアル以降最高の週間平均視聴率を記録した。
平均視聴率ベスト5
- 数値はビデオリサーチ調べ、関東地区・世帯・リアルタイム。

1. 18.6% - 2011年8月23日（島田紳助の芸能界引退会見の様子など）[20]
2. 16.2% - 2011年12月21日（『家政婦のミタ』最終回（40.0%）直後の放送）
3. 15.3% - 2020年3月30日（新型コロナウイルス感染症による志村けん訃報報道など）
4. 14.9% - 2009年11月10日（リンゼイ・アン・ホーカー殺害事件の被疑者逮捕の速報など）
5. 14.4% - 2006年12月20日（中島忠幸、青島幸男、岸田今日子の訃報など。『14才の母』最終回（22.4%）直後の放送）

## 現在の出演者
- 2025年6月 - の出演者
- 公式には出演者全員が「zeroキャスター」（ナレーターを除く）であり日本テレビアナウンサーであっても当番組ではキャスターと表記される。役割分担は便宜的に記す。

| 月曜日                                       | 火曜日           | 水曜日           | 木曜日           | 金曜日           |
| メインキャスター                             | メインキャスター | メインキャスター | メインキャスター | メインキャスター |
| -------------------------------------------- | ---------------- | ---------------- | ---------------- | ---------------- |
| 藤井貴彦                                     | 藤井貴彦         | 藤井貴彦         | 藤井貴彦         | 佐藤梨那         |
| ニュースキャスター（アシスタントキャスター） |                  |                  |                  |                  |
| 滝菜月                                       | 滝菜月           | 佐藤梨那         | 佐藤梨那         | 安村直樹         |
| キャスター                                   | パートナー       | パートナー       | パートナー       | ゲスト           |
| 櫻井翔                                       | 長濱ねる         | 板垣李光人       | 馬瓜エブリン     | （不定期）       |
| フィールドキャスター                         |                  |                  |                  |                  |
| 大町怜央                                     | 大町怜央         | 並木雲楓         | 並木雲楓         | （不在）         |
| スポーツキャスター                           |                  |                  |                  |                  |
| 小髙茉緒                                     | 小髙茉緒         | 小髙茉緒         | 平松修造         | 平松修造         |
| お天気キャスター                             |                  |                  |                  |                  |
| （不在）                                     |                  |                  |                  |                  |
| ニュース解説（日本テレビ解説委員）           |                  |                  |                  |                  |
| （不在）                                     | 小栗泉           | 小栗泉           | 小栗泉           | （不在）         |
| ナレーター                                   |                  |                  |                  |                  |
| 荒井聡太                                     | 荒井聡太         | 小野友樹         | 駒田航           | 駒田航           |
| 新井麻希                                     | 新井麻希         | 青木瑠璃子       | 井上麻里奈       | 井上麻里奈       |
| 林高也                                       |                  |                  |                  |                  |

### キャスター
メインキャスター
※不在時はニュースキャスターが代理で担当する。
- 藤井貴彦（月曜 - 木曜担当）

2024年4月1日より出演。
- 佐藤梨那（金曜担当）※クロスプログラムも兼務。

2024年10月4日より金曜メインキャスターを担当。
メインキャスターの藤井が金曜に出演していないためである。
ニュースキャスター（アシスタントキャスター）
※カルチャーキャスターを兼務。不在時はスポーツキャスターが代理で担当する。
- 滝菜月（月曜・火曜担当）※クロスプログラムも兼務。

2024年9月30日より出演。
- 佐藤梨那（水曜・木曜担当）※クロスプログラムも兼務。

2021年3月29日より出演。出演当初から2024年3月26日までは月曜・火曜担当、2024年4月1日から9月25日までは月曜 ‐ 水曜担当。
- 安村直樹（金曜担当）

2025年4月4日より出演。2022年3月28日 - 2024年3月29日にはスポーツを担当していた。
月曜キャスター
- 櫻井翔

2006年10月2日より出演。番組開始からの唯一の出演者である。

火曜パートナー
- 長濱ねる

2024年10月1日から同年12月24日まで出演し、2025年4月1日より再び出演。

水曜パートナー
- 板垣李光人

2024年4月3日から同年6月26日まで出演し、2025年4月2日より再び出演。

木曜パートナー
- 馬瓜エブリン

2025年6月5日より出演。

金曜ゲスト
- スポーツコーナーに不定期で出演する。

フィールドキャスター
- 大町怜央（月曜・火曜担当）

2024年4月1日より出演。

- 並木雲楓（水曜・木曜担当）

2024年10月2日より出演。
スポーツキャスター
不在時はニュースキャスターが代理で担当する。
- 小髙茉緒（月曜 - 水曜担当）

2023年4月4日より出演。2024年3月28日までは火曜・木曜担当。2025年3月27日までは火曜 - 金曜担当。
- 平松修造（木曜 - 金曜担当）

2025年4月7日より出演。
お天気キャスター
※不在時はニュースキャスターが代理で担当する。

### 解説者
ニュース解説者（日本テレビ解説委員）
- 小栗泉（報道局解説委員長、火曜 - 木曜担当）

2019年10月30日から出演。2020年9月30日までは担当局次長兼政治部長だった。2024年3月28日までは水曜・木曜担当。前番組であるNNNきょうの出来事の最末期のメインキャスター。
サッカー解説者
※不定期出演
- 北澤豪（元サッカー選手、サッカーコメンテーター）

野球解説者
※不定期出演
- 高橋由伸（元プロ野球選手、元読売巨人軍監督、読売巨人軍球団特別顧問、野球コメンテーター）

2019年4月2日から山本昌に変わり出演。日本テレビ野球解説者とスポーツ報知野球評論家兼任。
気象解説者（気象予報士）
※不定期出演
- 松並健治[注釈 3][21]
- 伊藤宏幸

## 過去の出演者

### メインキャスター
| 期間                                                                                          | 期間      | 月曜日     | 火曜日     | 水曜日     | 木曜日     | 金曜日     |
| --------------------------------------------------------------------------------------------- | --------- | ---------- | ---------- | ---------- | ---------- | ---------- |
| 2006.10.2                                                                                     | 2018.9.29 | 村尾信尚   | 村尾信尚   | 村尾信尚   | 村尾信尚   | 村尾信尚   |
| 2018.10.1                                                                                     | 2022.9.30 | 有働由美子 | 有働由美子 | 有働由美子 | 有働由美子 | 有働由美子 |
| 2022.10.3                                                                                     | 2023.4.1  | 有働由美子 | 有働由美子 | 有働由美子 | 有働由美子 | 岩本乃蒼   |
| 2023.4.3                                                                                      | 2024.3.30 | 有働由美子 | 有働由美子 | 有働由美子 | 有働由美子 | 中島芽生1  |
| 2024.4.1                                                                                      | 2024.9.27 | 藤井貴彦   | 藤井貴彦   | 藤井貴彦   | 藤井貴彦   | 中島芽生1  |
| 2024.9.30                                                                                     | 現在      | 藤井貴彦   | 藤井貴彦   | 藤井貴彦   | 藤井貴彦   | 佐藤梨那2  |
| - 1 2024年4月から水曜日の『NNNストレイトニュース』を兼務。 - 2 日曜日の『シューイチ』を兼務。 |           |            |            |            |            |            |

### サブキャスター
| 期間 | 期間      | 月曜日       | 火曜日       | 水曜日       | 木曜日       | 金曜日                       |
| --- | --------- | ------------ | ------------ | ------------ | ------------ | ---------------------------- |
| 2006.10.2 | 2007.9.28 | 小林麻央     | 小林麻央     | 小林麻央     | 小林麻央     | 大石恵                       |
| 2007.10.1 | 2009.9.26 | 小林麻央     | 小林麻央     | 小林麻央     | 小林麻央     | （ニュースキャスターが兼務） |
| 2009.9.28 | 2010.3.31 | 小林麻央     | 小林麻央     | 小林麻央     | 小林麻央     | 七尾藍佳                     |
| 2010.4.1 | 2011.3.26 | 鈴江奈々1    | 鈴江奈々1    | 鈴江奈々1    | 鈴江奈々1    | 七尾藍佳                     |
| 2011.3.28 | 2012.3.31 | 鈴江奈々1    | 鈴江奈々1    | 鈴江奈々1    | 鈴江奈々1    | 八木早希                     |
| 2012.4.2 | 2013.3.30 | ホラン千秋   | ホラン千秋   | ホラン千秋   | ホラン千秋   | 八木早希                     |
| 2013.4.1 | 2014.3.29 | 山岸舞彩     | 山岸舞彩     | 山岸舞彩     | 山岸舞彩     | 八木早希                     |
| 2014.3.31 | 2015.10.3 | 山岸舞彩     | 山岸舞彩     | 山岸舞彩     | 山岸舞彩     | 久野静香2                    |
| 2015.10.5 | 2016.3.25 | 久野静香     | 久野静香     | 久野静香     | 久野静香     | 杉野真実3                    |
| 2016.3.28 | 2017.3.31 | 小正裕佳子   | 小正裕佳子   | 小正裕佳子   | 小正裕佳子   | 小正裕佳子                   |
| 2017.4.3 | 2018.9.29 | 小正裕佳子   | 小正裕佳子   | 小正裕佳子   | 小正裕佳子   | （ニュースキャスターが兼務） |
| 2018.10.1 | 現在      | （配置なし） | （配置なし） | （配置なし） | （配置なし） | （配置なし）                 |
| - 1 日曜日の『真相報道 バンキシャ!』を兼務。 - 2 土曜日の『ズームイン!!サタデー』ニュースコーナーを兼務。 - 3 日曜日の『シューイチ』を兼務。 |           |              |              |              |              |                              |

### ニュースキャスター（アシスタントキャスター）
| 期間 | 期間      | 月曜日             | 火曜日             | 水曜日     | 木曜日     | 金曜日       |
| --- | --------- | ------------------ | ------------------ | ---------- | ---------- | ------------ |
| 2006.10.2 | 2009.9.26 | 鈴江奈々           | 鈴江奈々           | 鈴江奈々   | 鈴江奈々   | 鈴江奈々     |
| 2009.9.28 | 2010.3.31 | 鈴江奈々1          | 鈴江奈々1          | 鈴江奈々1  | 鈴江奈々1  | 松尾英里子2  |
| 2010.4.1 | 2012.3.31 | 松尾英里子         | 松尾英里子         | 松尾英里子 | 松尾英里子 | 松尾英里子   |
| 2012.4.2 | 2012.6.29 | 鈴江奈々1          | 鈴江奈々1          | 鈴江奈々1  | 鈴江奈々1  | 鈴江奈々1    |
| 2012.7.2 | 2013.3.30 | 鈴江奈々1          | 鈴江奈々1          | 鈴江奈々1  | 鈴江奈々1  | 徳島えりか3  |
| 2013.4.1 | 2016.3.25 | 右松健太           | 右松健太           | 右松健太   | 右松健太   | 右松健太     |
| 2016.3.28 | 2017.9.30 | 久野静香           | 久野静香           | 久野静香   | 久野静香   | 杉野真実3・4 |
| 2017.10.2 | 2018.9.29 | 岩本乃蒼           | 岩本乃蒼           | 岩本乃蒼   | 岩本乃蒼   | 杉野真実3・4 |
| 2018.10.1 | 2020.9.25 | 岩本乃蒼           | 岩本乃蒼           | 岩本乃蒼   | 岩本乃蒼   | 畑下由佳     |
| 2020.9.28 | 2021.3.27 | 畑下由佳5          | 畑下由佳5          | 岩本乃蒼5  | 岩本乃蒼5  | 岩本乃蒼5    |
| 2021.3.29 | 2022.9.30 | 佐藤梨那4・5・6・7 | 佐藤梨那4・5・6・7 | 岩本乃蒼5  | 岩本乃蒼5  | 岩本乃蒼5    |
| 2022.10.3 | 2023.4.1  | 佐藤梨那4・5・6・7 | 佐藤梨那4・5・6・7 | 岩本乃蒼5  | 岩本乃蒼5  | （不在）     |
| 2023.4.3 | 2024.3.30 | 佐藤梨那4・5・6・7 | 佐藤梨那4・5・6・7 | 中島芽生   | 中島芽生   | （不在）     |
| 2024.4.1 | 2024.9.27 | 佐藤梨那4          | 佐藤梨那4          | 佐藤梨那4  | 中島芽生8  | 山本紘之9    |
| 2024.9.30 | 2025.3.28 | 滝菜月             | 滝菜月             | 佐藤梨那4  | 佐藤梨那4  | 山本紘之9    |
| 2025.3.31 | 現在      | 滝菜月             | 滝菜月             | 佐藤梨那4  | 佐藤梨那4  | 安村直樹4・6 |
| - 1 日曜日の『真相報道 バンキシャ!』を兼務。 - 2 週末の『SUPERうるぐす』を兼務。 - 3 週末の『Going!Sports&News』を兼務。（杉野は2016年6月から） - 4 日曜日の『シューイチ』を兼務。（杉野は2016年9月から、佐藤は2023年4月から） - 5 2023年3月まで新型コロナウイルス感染症の感染拡大措置で本来の担当曜日に関わらず、フィールドキャスターとして取材VTRおよび中継先から出演する場合がある。 - 6 『Oha!4 NEWS LIVE』を兼務。 - 7 2023年4月から金曜日の『ヒルナンデス!』ニュースコーナーを兼務。 - 8 水曜日の『NNNストレイトニュース』を兼務。 - 9 月 - 水曜日の『ZIP!』を兼務。 |           |                    |                    |            |            |              |

### フィールドキャスター
| 期間                                    | 期間      | 月曜日                       | 火曜日                       | 水曜日                       | 木曜日                       | 金曜日                       |
| --------------------------------------- | --------- | ---------------------------- | ---------------------------- | ---------------------------- | ---------------------------- | ---------------------------- |
| 2006.10.2                               | 2009.9.26 | 七尾藍佳                     | 七尾藍佳                     | 七尾藍佳                     | 七尾藍佳                     | 七尾藍佳                     |
| 2009.9.28                               | 2010.3.31 | （ニュースキャスターが兼務） | （ニュースキャスターが兼務） | （ニュースキャスターが兼務） | （ニュースキャスターが兼務） | （ニュースキャスターが兼務） |
| 2010.4.1                                | 2013.3.30 | 右松健太                     | 右松健太                     | 右松健太                     | 右松健太                     | 右松健太                     |
| 2013.4.1                                | 2024.3.30 | （ニュースキャスターが兼務） | （ニュースキャスターが兼務） | （ニュースキャスターが兼務） | （ニュースキャスターが兼務） | （ニュースキャスターが兼務） |
| 2024.4.1                                | 2024.9.27 | 大町怜央1                    | 大町怜央1                    | 山本里咲1                    | 山本里咲1                    | （不在）                     |
| 2024.9.30                               | 現在      | 大町怜央1                    | 大町怜央1                    | 並木雲楓                     | 並木雲楓                     | （不在）                     |
| - 1 週末の『Going!Sports&News』を兼務。 |           |                              |                              |                              |                              |                              |

### カルチャーキャスター
| 期間                                                                           | 期間       | 月曜日                       | 火曜日                       | 水曜日                       | 木曜日                       | 金曜日                       |
| ------------------------------------------------------------------------------ | ---------- | ---------------------------- | ---------------------------- | ---------------------------- | ---------------------------- | ---------------------------- |
| 2006.10.2                                                                      | 2007.9.28  | （サブキャスターが兼務）     | （サブキャスターが兼務）     | （サブキャスターが兼務）     | （サブキャスターが兼務）     | （サブキャスターが兼務）     |
| 2007.10.1                                                                      | 2008.9.26  | （サブキャスターが兼務）     | （サブキャスターが兼務）     | （サブキャスターが兼務）     | （サブキャスターが兼務）     | 八木依子                     |
| 2008.9.29                                                                      | 2010.4.2   | （サブキャスターが兼務）     | （サブキャスターが兼務）     | （サブキャスターが兼務）     | （サブキャスターが兼務）     | （サブキャスターが兼務）     |
| 2010.4.5                                                                       | 2012.3.31  | （サブキャスターが兼務）     | 鈴江奈々 宮本笑里            | （サブキャスターが兼務）     | （サブキャスターが兼務）     | （サブキャスターが兼務）     |
| 2012.4.2                                                                       | 2016.3.25  | （サブキャスターが兼務）     | （サブキャスターが兼務）     | （サブキャスターが兼務）     | （サブキャスターが兼務）     | （サブキャスターが兼務）     |
| 2016.3.28                                                                      | 2017.3.31  | （ニュースキャスターが兼務） | （ニュースキャスターが兼務） | （ニュースキャスターが兼務） | （ニュースキャスターが兼務） | （ニュースキャスターが兼務） |
| 2017.4.3                                                                       | 2018.9.29  | （ニュースキャスターが兼務） | （ニュースキャスターが兼務） | （ニュースキャスターが兼務） | （ニュースキャスターが兼務） | 杉山セリナ                   |
| 2018.10.1                                                                      | 2019.9.27  | 市來玲奈                     | 市來玲奈                     | 市來玲奈                     | 河西歩果                     | 河西歩果                     |
| 2019.9.30                                                                      | 2019.10.25 | （ニュースキャスターが兼務） | （ニュースキャスターが兼務） | （ニュースキャスターが兼務） | 河西歩果                     | 河西歩果                     |
| 2019.10.28                                                                     | 2020.9.25  | 河出奈都美1                  | 河出奈都美1                  | 河出奈都美1                  | 河西歩果                     | 河西歩果                     |
| 2020.9.28                                                                      | 2021.9.24  | 河出奈都美1                  | 河出奈都美1                  | 河出奈都美1                  | （ニュースキャスターが兼務） | （ニュースキャスターが兼務） |
| 2021.9.27                                                                      | 2023.4.1   | 黒田みゆ2                    | 黒田みゆ2                    | 黒田みゆ2                    | （ニュースキャスターが兼務） | （ニュースキャスターが兼務） |
| 2023.4.3                                                                       | 現在       | （ニュースキャスターが兼務） | （ニュースキャスターが兼務） | （ニュースキャスターが兼務） | （ニュースキャスターが兼務） | （ニュースキャスターが兼務） |
| - 1 2020年4月から『シューイチ』を兼務。 - 2 2022年10月から『バゲット』を兼務。 |            |                              |                              |                              |                              |                              |

### スポーツキャスター
| 期間 | 期間      | 月曜日       | 火曜日       | 水曜日       | 木曜日       | 金曜日       |
| --- | --------- | ------------ | ------------ | ------------ | ------------ | ------------ |
| 2006.10.2 | 2017.3.31 | ラルフ鈴木   | ラルフ鈴木   | ラルフ鈴木   | ラルフ鈴木   | ラルフ鈴木   |
| 2017.4.3 | 2018.9.29 | ラルフ鈴木   | ラルフ鈴木   | ラルフ鈴木   | ラルフ鈴木   | 川畑一志3    |
| 2018.10.1 | 2022.3.26 | 山本紘之1・3 | 山本紘之1・3 | 山本紘之1・3 | 弘竜太郎1・2 | 弘竜太郎1・2 |
| 2022.3.28 | 2022.9.30 | 安村直樹4    | 安村直樹4    | 安村直樹4    | 弘竜太郎1・2 | 弘竜太郎1・2 |
| 2022.10.3 | 2023.4.1  | 安村直樹4    | 安村直樹4    | 弘竜太郎2・3 | 弘竜太郎2・3 | 安村直樹4    |
| 2023.4.3 | 2024.3.29 | 安村直樹4    | 小髙茉緒2    | 安村直樹4    | 小髙茉緒2    | 安村直樹4    |
| 2024.4.1 | 2025.3.28 | （不在）     | 小髙茉緒     | 小髙茉緒     | 小髙茉緒     | 小髙茉緒     |
| 2025.3.31 | 現在      | 小髙茉緒     | 小髙茉緒     | 小髙茉緒     | 平松修造     | 平松修造     |
| - 1『Going!Sports&News』を兼務。（山本は日曜担当、弘は土曜担当、両者とも2021年9月まで） - 2 『Oha!4 NEWS LIVE』を兼務。 （川畑は2017年10月から、弘は2021年10月から、小髙は2023年5月まで） - 3 『バゲット』を兼務。 （山本は2019年3月まで、黒田は2022年10月から、弘は2023年1月から） - 4 『シューイチ』を兼務。 |           |              |              |              |              |              |

金曜日はスポーツコーナーにゲストが出演（2024年4月6日 - ）
- 出演なしの場合もある。
- 解説者の出演（高橋由伸（プロ野球）・林陵平（サッカー））の場合もある。
- MIYAVI（2024年4月6日）
- 那須川天心（2024年5月3日・10月4日）
- 川井友香子（2024年5月10日）
- 本田望結（2024年5月24日）
- 宇野昌磨（2024年6月1日）
- 萩野公介（2024年6月7日・7月12日・19日）

### お天気キャスター
| 期間       | 期間       | 月曜日                         | 火曜日                         | 水曜日                         | 木曜日                         | 金曜日                         |
| ---------- | ---------- | ------------------------------ | ------------------------------ | ------------------------------ | ------------------------------ | ------------------------------ |
| 2006.10.2  | 2007.9.28  | （サブキャスターが兼務）       | （サブキャスターが兼務）       | （サブキャスターが兼務）       | （サブキャスターが兼務）       | （サブキャスターが兼務）       |
| 2007.10.1  | 2008.9.29  | （サブキャスターが兼務）       | （サブキャスターが兼務）       | （サブキャスターが兼務）       | （サブキャスターが兼務）       | （カルチャーキャスターが兼務） |
| 2008.9.29  | 2013.3.30  | （サブキャスターが兼務）       | （サブキャスターが兼務）       | （サブキャスターが兼務）       | （サブキャスターが兼務）       | （サブキャスターが兼務）       |
| 2013.4.1   | 2014.3.29  | 磯貝初奈                       | 磯貝初奈                       | 磯貝初奈                       | 磯貝初奈                       | 磯貝初奈                       |
| 2014.3.31  | 2016.3.25  | 塩川菜摘                       | 塩川菜摘                       | 塩川菜摘                       | 塩川菜摘                       | （サブキャスターが兼務）       |
| 2016.3.28  | 2017.3.31  | 良原安美                       | 良原安美                       | 井上清華                       | 井上清華                       | （ニュースキャスターが兼務）   |
| 2017.4.3   | 2018.3.30  | 田中瞳                         | 田中瞳                         | 田中瞳                         | 田中瞳                         | （カルチャーキャスターが兼務） |
| 2018.4.2   | 2018.9.29  | 今井美桜                       | 今井美桜                       | 今井美桜                       | 今井美桜                       | （カルチャーキャスターが兼務） |
| 2018.10.1  | 2019.9.27  | （カルチャーキャスターが兼務） | （カルチャーキャスターが兼務） | （カルチャーキャスターが兼務） | （カルチャーキャスターが兼務） | （カルチャーキャスターが兼務） |
| 2019.9.30  | 2019.10.25 | （ニュースキャスターが兼務）   | （ニュースキャスターが兼務）   | （ニュースキャスターが兼務）   | （カルチャーキャスターが兼務） | （カルチャーキャスターが兼務） |
| 2019.10.28 | 2020.9.25  | （カルチャーキャスターが兼務） | （カルチャーキャスターが兼務） | （カルチャーキャスターが兼務） | （カルチャーキャスターが兼務） | （カルチャーキャスターが兼務） |
| 2020.9.28  | 2023.4.1   | （カルチャーキャスターが兼務） | （カルチャーキャスターが兼務） | （カルチャーキャスターが兼務） | 村上なつみ                     | 村上なつみ                     |
| 2023.4.3   | 2025.3.28  | 市村紗弥香                     | 市村紗弥香                     | 市村紗弥香                     | 市村紗弥香                     | 市村紗弥香                     |
| 2025.3.31  | 現在       | （ニュースキャスターが兼務）   | （ニュースキャスターが兼務）   | （ニュースキャスターが兼務）   | （ニュースキャスターが兼務）   | （ニュースキャスターが兼務）   |

### ニュース解説
| 期間       | 期間       | 月曜日          | 火曜日          | 水曜日          | 木曜日          | 金曜日   |
| ---------- | ---------- | --------------- | --------------- | --------------- | --------------- | -------- |
| 2006.10.2  | 2018.9.28  | （不在）        | （不在）        | （不在）        | （不在）        | （不在） |
| 2018.10.1  | 2019.10.25 | 小野高弘 富田徹 | 小野高弘 富田徹 | 小野高弘 富田徹 | 小野高弘 富田徹 | （不在） |
| 2019.10.28 | 2024.3.29  | 小野高弘        | 小野高弘        | 小栗泉          | 小栗泉          | （不在） |
| 2024.4.1   | 現在       | （不在）        | 小栗泉          | 小栗泉          | 小栗泉          | （不在） |

### キャスター・パートナー
| 期間 | 期間       | キャスター | パートナー | パートナー          | パートナー     | パートナー |
| 期間 | 期間       | 月曜日     | 火曜日     | 水曜日              | 木曜日         | 金曜日     |
| --- | ---------- | ---------- | ---------- | ------------------- | -------------- | ---------- |
| 2006.10.2 | 2007.9.28  | 櫻井翔     | 竹内薫     | 長嶋一茂            | 川原亜矢子     | （不在）   |
| 2007.10.1 | 2008.9.26  | 櫻井翔     | 板谷由夏1  | 長嶋一茂            | （不在）       | （不在）   |
| 2008.9.29 | 2012.3.31  | 櫻井翔     | 板谷由夏1  | （不在）            | （不在）       | （不在）   |
| 2012.4.2 | 2018.9.29  | 櫻井翔     | 桐谷美玲2  | （不在）            | （不在）       | （不在）   |
| 2018.10.1 | 2019.10.25 | 櫻井翔     | 落合陽一3  | （不在）            | （不在）       | （不在）   |
| 2019.10.28 | 2020.9.25  | 櫻井翔     | 落合陽一3  | 辻愛沙子4           | （週替わり）5  | （不在）   |
| 2020.9.28 | 2022.9.30  | 櫻井翔     | 落合陽一3  | 辻愛沙子4           | 廣瀬俊朗4      | （不在）   |
| 2022.10.3 | 2024.3.30  | 櫻井翔     | 落合陽一3  | 辻愛沙子4           | 廣瀬俊朗4      | （不定期） |
| 2024.4.1 | 2024.6.28  | 櫻井翔     | 波瑠       | 板垣李光人          | シシド・カフカ | （不定期） |
| 2024.7.1 | 2024.9.27  | 櫻井翔     | 水野美紀   | 加藤清史郎          | 清水希容       | （不定期） |
| 2024.9.30 | 2024.12.27 | 櫻井翔     | 長濱ねる   | 篠原ともえ          | 野口啓代       | （不定期） |
| 2025.1.7 | 2025.3.28  | 櫻井翔     | 葵わかな   | かしゆか（Perfume） | 小島よしお     | （不定期） |
| 2025.3.31 | 2025.5.29  | 櫻井翔     | 長濱ねる   | 板垣李光人          | 津川恵理       | （不定期） |
| 2025.6.2 | 現在       | 櫻井翔     | 長濱ねる   | 板垣李光人          | 馬瓜エブリン   | （不定期） |
| - 1 2008年5月から11月まで産休。2009年4月以降はコーナー担当として不定期出演。 - 2 ラルフと共にスポーツニュース（2013年3月まで）・天気コーナー（2012年6月まで）も担当していた。 - 3 2019年10月22日までは「ゲスト」として、2019年10月29日からは「パートナー」として出演。 - 4 「パートナー」として出演。 - 5「パートナー」としてその道のプロが出演。 |            |            |            |                     |                |            |

金曜パートナー（2022年10月7日 - 2024年3月23日）
- 土井レミイ杏利（2022年10月7日 - 29日）
- 木村敬一（2022年11月4日 - 26日）
- 板垣李光人（2022年12月2日 - 16日）
- 神野大地（2022年12月23日）
- 村上茉愛（2023年1月7日 - 28日）
- 瀧波ユカリ（2023年2月10日）
- 冬野梅子（2023年2月17日）
- 逢坂冬馬（2023年2月24日）
- 池田エライザ（2023年3月3日 - 24日）
- 高木菜那（2023年4月7日 - 28日）
- 長坂真護（2023年5月26日）
- 長濱ねる（2023年6月2日 - 30日）
- 加藤清史郎（2023年7月7日 - 8月25日）[22]
- 森崎ウィン（2023年9月1日 - 30日）
- 中川大輔（2023年11月17日・12月8日）
- 坂口涼太郎（2023年11月24日・12月2日・15日）
- 渋谷龍太（SUPER BEAVER、2024年1月13日・20日）
- 竹内涼真（2024年1月27日）
- 九段理江（2024年2月9日）
- 小林涼子（2024年2月16日・23日）
- 影山優佳（2024年3月1日・8日）
- 南沢奈央（2024年3月15日・23日）

火曜 - 木曜パートナー（2024年4月2日 - ）3か月ごとの曜日パートナー制（2024年4月2日 - 2025年3月27日）→火曜・水曜が6か月ごと、木曜が2か月ごとの曜日パートナー制（2025年3月31日 - ）
火曜パートナー（2024年4月2日 - ）
- 波瑠（2024年4月2日 - 6月25日）
- 水野美紀（2024年7月2日 - 9月24日）
- 長濱ねる（2024年10月1日 - 12月24日、2025年4月1日 - ）
- 葵わかな（2025年1月7日 - 3月25日）

水曜パートナー（2024年4月3日 - ）
- 板垣李光人（2024年4月3日 - 6月26日、2025年4月2日 -）
- 加藤清史郎（2024年7月3日 - 9月25日）
- 篠原ともえ（2024年10月2日 - 12月25日）
- かしゆか（Perfume）（2025年1月8日 - 3月26日）

木曜パートナー（2024年4月4日 - ）
- シシド・カフカ（2024年4月4日 - 6月27日）
- 清水希容（2024年7月4日 - 9月26日）
- 野口啓代（2024年10月3日 - 12月26日）
- 小島よしお（2025年1月9日 - 3月27日）
- 津川恵理（2025年4月3日 - 5月29日）
- 馬瓜エブリン（2025年6月5日 - ）

### マンスリーキャスター
- 髙橋大輔（元フィギュアスケート選手。月1程度出演）

2016年4月27日から出演。自身担当コーナーの「SPOT LIGHT」放送時のみ出演。2018年春をもって番組を卒業。
- 板谷由夏（女優。2ヶ月に1回程度出演）

2008年5月から同年11月4日まで産休。2009年3月までは毎週火曜日の曜日キャスターを担当していたが、2009年4月から不定期で放送している自身担当コーナーの「LIFE」放送時のみ出演する。髙橋・又吉が出演し始めた2016年4月から、かなりの不定期でだいたい2ヶ月に1回ぐらいのペースで出演していた。2018年9月19日放送分をもって番組を卒業。
- 又吉直樹（ピース。お笑い芸人。月1程度出演）

2016年4月28日から出演。主に最終週の水曜日もしくは木曜日にて担当。自身の担当コーナーの「働く」放送時のみに出演。2018年9月26日放送分をもって番組を卒業。
※レギュラー出演前の2016年3月9日には自身が取材した東日本大震災の特集を放送するためゲストとして1回出演した。

### 不定期出演解説者
野球解説
- 山本昌（野球解説者。シーズン中に随時出演。シーズンオフも不定期出演）

※2016年1月29日から出演。日本テレビ・中京テレビ・東海テレビ・CBCテレビ・サンテレビ・ニッポン放送・東海ラジオ・MBSラジオゲスト解説者兼。2018年10月の番組リニューアルに伴い2018年9月をもって番組を卒業。
政治解説
- 青山和弘（元日本テレビ報道局外報部記者・前官邸キャップ）

政治関連で重大なニュースがあった際や、『ZERO×選挙』の際に出演していた。

## 放送時間
- 以下の表記はすべてJST。平日5日間の放送ではあるが、金曜は日付を跨いで土曜未明まで放送が続くため、本番組が放送されない日は日曜のみである。また、日本テレビおよび読売テレビ側の特別編成などで遅延の場合もある。詳細は後述を参照。

| 期間      | 期間      | 月 - 木曜日            | 金曜日                 |
| --------- | --------- | ---------------------- | ---------------------- |
| 2006.10.2 | 2007.9.28 | 22:54 - 23:55（61分）  | 23:30 - 翌0:25（55分） |
| 2007.10.1 | 2008.9.26 | 22:54 - 23:58（64分）  | 23:30 - 翌0:25（55分） |
| 2008.9.29 | 2009.9.26 | 22:54 - 23:58（64分）  | 23:55 - 翌0:55（60分） |
| 2009.9.28 | 2010.3.27 | 22:54 - 23:58（64分）  | 23:30 - 翌0:30（60分） |
| 2010.3.29 | 2013.9.27 | 22:54 - 23:58（64分）  | 23:58 - 翌0:58（60分） |
| 2013.9.30 | 2015.3.28 | 23:00 - 23:59（59分）  | 23:58 - 翌0:58（60分） |
| 2015.3.30 | 2025.5.31 | 23:00 - 23:59（59分）  | 23:30 - 翌0:30（60分） |
| 2025.6.2  | 現在      | 23:00 - 翌0:04（64分） | 23:30 - 翌0:30（60分） |

## 番組の休止や特番編成などの対応・事例
番組開始当初から年末年始は特番編成の都合上、概ね1週間程度放送休止となる。12月31日と重なる場合を除き、23時台もしくは翌0時台に代替として『NNNニュース』または『NNNニュース&スポーツ』を放送する。
日本テレビは開局当初より読売ジャイアンツの放映権を所持しており、開幕戦・クライマックスシリーズ・日本選手権シリーズなど東京ドームで試合が実施される主催試合の一部（開幕カード）を『DRAMATIC BASEBALL』のタイトルで放送するほか、キリンチャレンジカップのサッカー中継を放送するなどスポーツ中継を編成することがある。
もっとも、金曜（土曜未明）の放送においては金曜ロードショーにて長編映画のテレビ放送を行っており、スタジオジブリ製作（日本テレビの子会社）による宮崎駿および鈴木敏夫による製作映画の『風の谷のナウシカ』・『天空の城ラピュタ』・『もののけ姫』などを放送している。
こうした特番の放送などにより、本来の前述の放送時間に追従できずに繰り下がり、遅くとも翌日未明になってからの放送となる場合がある。
なお、前述の放送時間繰り下げの措置を取る場合に、クロスネット局のテレビ大分、ならびにテレビ宮崎ではフジテレビ系列の直前番組の拡大などにより時差放送を行う場合がある。また、日本テレビの番組の拡大などにより、報道番組の性質上事前に素材送りや撮って出しをすることが出来ない関係で、当番組（金曜は前座番組『FRIDAY ANIME NIGHT』）の前に穴埋めの単発番組（配給番組が多い）が放送されることがある。このうち、テレビ大分は金曜の放送が40分以上遅れる際は当日時差ネットで放送しているフジテレビ制作の『全力!脱力タイムズ』を同時ネットで放送する。一方、テレビ宮崎では月曜に『テレビ朝日火曜9時枠の連続ドラマ』・『木曜ドラマ』（いずれもテレビ朝日制作）の遅れネットを放送しており、上記2枠のうち、少なくとも1枠が枠拡大となった場合は、ドラマ枠を拡大した分だけ本番組の放送時間を繰り下げる場合がある。
毎年6月の日テレ系ecoウィーク期間はエコロジー・環境問題に関する特集が放送される場合（2012年まで）、あるいは毎年12月に日本テレビが中継するFIFAクラブワールドカップの特集を放送する場合は番組終了時刻を10分拡大して放送する。また、夏季・冬季オリンピックとFIFAワールドカップ期間中も、ジャパンコンソーシアム共通の協賛スポンサー3 - 4社程度が提供する大会ハイライト番組をコーナーとして内包するため、番組終了時刻を10分拡大して放送する日があった。
上述以外の特番・災害・有事・スポーツ中継などによる放送の休止・内容・時間変更ならびに番組リニューアルなどについては以下の通り。
災害発生時の対応については放送時間を拡大することがある。
- 東日本大震災および関連
  - 2011年
    - 3月11日 - 東日本大震災発生に伴い、通常番組をすべて中止し、NNN報道特別番組を放送するため休止扱いになった。しかし、23:00頃から当番組のテロップを使用し、司会の村尾も出演したことから、事実上当番組を一部の出演者を変更し、スタジオを報道フロアに変更した放送となった。なお、報道特番自体はその後も24時間体制で放送を続けた。この日はBS日テレ[注釈 52]でもネットされた。
    - 3月14日 - 東日本大震災関連のニュースを報じるため、『しゃべくり007』を休止し、22:00 - 23:58に拡大した。この日は、タイトルはそのままで、被災地から村尾、スタジオから鈴江・櫻井・松尾、報道フロアからラルフがそれぞれ出演した。なお、オープニングはなく、CM明けの「ZERO」コールは使用されず、スタジオの一部照明を落としていた（「 ZERO」コールの自粛とスタジオの減灯は4月29日まで継続）。なお、通常は月曜22時台がテレビ朝日系列遅れネット枠となっているテレビ宮崎でもフルネットした。23:58 - 翌1:59は、『東野・岡村の旅猿 プライベートでごめんなさい…』から『iCon』までの深夜番組をすべて休止し、引き続き『NNN緊急特番・東日本大震災』を放送した（日テレNEWS24でも同時ネット）。
    - 3月15日 - 『魔女たちの22時』放送途中に静岡県東部地震発生のため、同番組は22:37で打ち切り（後日関東ローカルで再放送した）。22:37 - 22:54までNNN緊急特番として放送したが、実質的には当番組の前倒しであった。また、同地震と引き続き東日本大震災関連のニュースを報じる為、『ギブアップ嬢』を休止し、22:54 - 翌0:29に放送。静岡第一テレビと中継を繋いだ。テロップは、22:54頃から当番組のものを使用した。なお、通常は火曜22時台がテレビ朝日系列遅れネット枠となっているテレビ宮崎では、22時台の番組が枠拡大になる関係で遅れネットとする予定であったが、これを他日振替とし、22:54まで別の穴埋め他系列番組を放送の上、当番組を同時ネットした。
    - 3月16日 - 引き続き東日本大震災関連のニュースを報じる為、後続の『新型学問 はまる!ツボ学』を休止し、22:54 - 翌0:29に放送した。
    - 3月19日 - 18日放送分について、引き続き東日本大震災関連のニュースを報じる為、単発特番『ザ・レッドゲーム（前編）』を、次週放送予定だった後編共々関東ローカルに格下げ・後日放送とし、当初予定より前倒しして、0:00 - 1:28に放送した。
    - 4月7日 - 23:32頃に震度6強の宮城県沖地震が発生。スタジオが揺れている様子が放送された。そして急遽、ミヤギテレビと中継を繋いだ。番組後半のコーナーを休止し、報道フロアに出演者が移動して放送。天気予報も休止された。エンディングでは、テーマ曲を流さずクレジットなしの形で終了した。その後は、実質的当番組の延長ともいえるNNN緊急特番（第1部）を『木曜ミステリーシアター・四つ葉神社ウラ稼業 失恋保険〜告らせ屋〜』（読売テレビ制作）を一旦中断し、[注釈 53]8日0:00 - 0:30に放送した（日テレNEWS24でも同時ネット）。その後、8日1:08 - 1:18・3:00 - 4:00に、NNN緊急特番（第2部）・同（第3部）をそれぞれ放送した（後者は日テレNEWS24でも同時ネット）。
    - 4月11日 - 東日本大震災発生から1か月のため、放送時間を30分拡大した（22:54 - 翌0:28）。
    - 9月12日 - 東日本大震災発生から半年のため、放送時間を30分拡大した（22:54 - 翌0:28）。

  - 2013年
    - 3月11日 - 東日本大震災から2年が経ち、その為に放送時間を30分拡大（22:54 - 翌0:28）[注釈 54]。

  - 2014年
    - 3月10日・11日は、東日本大震災から3年が経ち、その為に放送時間を30分拡大（23:00 - 翌0:29）。

  - 2015年
    - 3月11日 - 東日本大震災から4年が経ち、その為に放送時間を15分拡大（23:00 - 翌0:14）。

  - 2016年
    - 3月11日 - 東日本大震災から5年が経ち、その為に放送時間を10分拡大（23:30 - 翌0:40）。

  - 2021年
    - 3月11日 - 東日本大震災から10年が経ち、放送時間の変更は無かったが、2011年から取材活動を行っている月曜キャスターの櫻井翔が木曜日に出演した。

- その他の災害
  - 2016年4月14日 - この日の21:26頃に平成28年熊本地震（前震）が発生したことに伴い、編成上は『NNN緊急報道特別番組 熊本県で震度7』（21:45 - 翌0:54）放送のため、休止扱いとなったが、23:00 - 翌0:54は実質的に本番組をノーCMによる拡大版として放送した。報道フロア内のブースからの放送となり、村尾、小正、久野の3人が担当。スポーツコーナーや天気コーナーが中止となったため、ラルフ・井上は休演となった。この日は日テレNEWS24・BS日テレ[注釈 55]でもサイマルネットされた。なお、クロスネット局のテレビ大分・テレビ宮崎は『早子先生、結婚するって本当ですか?』（本番組の直前に放送される予定だったフジテレビ系番組）のスポンサー消化などの都合から、23:55頃に飛び乗りで放送した。前述の2局は翌週21日は『早子先生、結婚するって本当ですか?』を本来の尺で放送した関係で15分遅れで放送した。
  - 2017年8月4日 ｰ 九州北部豪雨の復興の様子を、普段金曜日に出演していない小正が現地からリポーターとして出演した。
  - 2019年6月18日 - 番組開始前の22:22頃に新潟県で最大震度6強の地震が発生し、「幸せ!ボンビーガール」を中断して開始した報道特別番組に引き続き、本番組で関連情報を放送した。そのため、スポーツ・カルチャーは放送しなかった。有働・岩本・山本のみ出演。市來と火曜日ゲストの落合は出演しなかった。この日の放送は緊急報道特番扱いで日テレNEWS24、BS日テレ[注釈 56]でも臨時ネットされた。
  - 2022年3月16日 - 番組放送中の23:34頃に緊急地震速報（前震）を伝えて[注釈 57]、地震への警戒を呼び掛けている最中の23:36頃に福島県沖で震度6強の地震が発生し、そのまま報道特別番組扱いに移行する形で翌2:40まで放送時間を延長して放送。日テレNEWS24でも0:38頃からサイマル放送され、BS日テレ・BS日テレ 4K[注釈 58]でも日テレNEWS24のサイマル放送扱いで0:38頃から2:00までサイマル放送した。当番組終了後も引き続き『報道特別番組』として17日4:30まで地震情報を伝えた（地上波では一部地域非ネットだったが、日テレNEWS24でもサイマルネットされた）。
  - 2024年8月8日 - 同日夕方に日向灘で発生した震度6弱の地震の影響により、当日の19時台の番組内で関連の報道特別番組を挿入したため、中断分を補う形での放送時間延長に伴い当番組でも通常より20分繰り下げて23:20からの放送。当番組内でも被害状況や初めて発表された南海トラフ地震臨時情報 (巨大地震注意)の詳報に多くの時間を割いた。なお、地震が発生したエリア内のテレビ大分とテレビ宮崎はフジテレビ系列のオリンピック中継のため、臨時で非ネット。
  - 2025年7月30日 - 同日午前に発生したカムチャツカ半島地震による津波警報が発令したことにより、それの詳報に多くの時間を割き、放送時間を30分拡大した。

- 2007年9月12日 - 安倍晋三内閣総理大臣が辞任したため、15分拡大し特別スペシャルとして放送（23:09 - 翌0:25）。サイドテロップは、ZERO×選挙バージョンに変更。ゲストとして、谷垣禎一・元財務大臣と中川秀直・元自由民主党幹事長が出演。スポーツコーナーは短縮、「ZERO CULTURE」は休止となった。
- 2009年9月16日 - 鳩山首相の誕生のニュースのため、15分拡大放送（22:54 - 翌0:13）。
- 2011年12月19日 - 金正日死去のニュースを報道する為に放送時間を30分拡大した（23:14 - 翌0:48）。
- 2012年9月14日 - 政府・政治家が原発事故後の新しいエネルギー政策について、2030年代に「原発ゼロ」になるよう新政策が決定したことに伴い、15分拡大放送（23:58 - 翌1:13）。
- 2012年9月20日 - 翌日に民主党代表選が投開票されることから、立候補者4名が出演したことに伴い、15分拡大放送（23:14 - 翌0:33）。
- 2012年12月19日 - 2012年大韓民国大統領選挙の取材で、村尾が八木（本来の出演曜日ではないが、韓国通を買われて）と共に渡韓。
- 2013年7月3日 - 第23回参議院議員選挙の告示に先立ち党首討論『9党首がZEROへ・・・アベノミクスを議論』が企画されたため、20分拡大放送（23:09 - 翌0:33）。
- 2014年11月18日 - 安倍首相が衆議院解散表明に関するニュースを報道する為、10分拡大放送（23:00 - 翌0:09）。
- 2016年5月26日 - 伊勢志摩サミット開催のため、村尾がサミット開催都市の三重県伊勢市から中継で出演。東京のスタジオは、残りの出演者で対応した。
- 2016年5月27日 - アメリカ・オバマ大統領（当時）の広島訪問関連のニュースを中心に放送し、村尾・小正が広島市の広島平和記念公園から中継出演。東京のスタジオからは杉野・ラルフのみ出演した。
- 2017年7月29日 - 編成の都合上、30分繰り下げて、土曜になってから放送だったが、放送中に北朝鮮のミサイル発射関連のニュースが入ったため急きょ10分拡大（0:00 - 1:10）。そのため、毎週金曜日放送の「GROBE NOW」・「PICK UP」・スポーツコーナー・天気コーナーは放送しなかったほか、エンディング曲も流さずに杉野が「本日は急きょ北朝鮮のミサイル発射関連のニュースを主にお伝えしました。」と言って番組が終了した。
- 2020年4月7日 - 新型コロナウイルスの感染拡大による緊急事態宣言発令に伴う関連ニュースを伝えるため『news zero 速報版』を関東ローカル[注釈 59]で20:54 - 21:00 に、また放送予定だった『幸せ!ボンビーガール 2時間スペシャル』を急遽休止して『news zero 特別版 緊急事態宣言「いまできる3つのコト」を有働が伝える』を編成することになり[29]、通常放送を合わせて3時間に及ぶ拡大編成を取った。（第1部…21:00 - 22:54・第2部…23:00 - 23:59）なおこの日は通常放送を含め「S3スタジオ」ではなく直前まで拡大放送を行っていたnews every.で使用している「NEWSスタジオ」からの放送となり、火曜パートナーの落合はこの日からテレワークでの出演を行った他、CM明けのQカットでは「#家にいよう」「#距離をとろう」と銘打った仕様のCGアニメーションが流れた。なお、テレビ大分とテレビ宮崎は第1部の時間帯にフジテレビ系列の番組『華丸大吉&千鳥のテッパンいただきます!2時間スペシャル』を同時ネットしていた関係で第2部のみの放送となった。
- 2022年7月8日 - 安倍晋三銃撃事件の関連ニュースを伝えるため『速報版news zero』を関東ローカル[注釈 60]で20:54 - 21:00に、また金曜ロードショー枠で放送予定だった『竜とそばかすの姫』を急遽放送延期とし、『news zero特別版 安倍元首相亡くなる 応援演説中に「銃撃」元自衛官が』を編成することとなり、通常放送を合わせると3時間半に及ぶ拡大編成となった。（第1部…21:00 - 23:24・第2部…翌0:00 - 1:00 [注釈 61] [注釈 62]）なおこの日は、2020年4月7日に放送した特別版と同じく、通常放送を含め「S3スタジオ」ではなく直前まで拡大放送を行っていたnews every.で使用している「NEWSスタジオ」からの放送となった。また特別版では番組オープニングが放送されなかったが、第2部（通常放送）ではエンディングも含めて通常通り放送された。なお、「NEWSスタジオ」では前日まで節電のため照明の数を減らして放送していたが、当日は通常の数で放送した[30]。なお、テレビ大分では23:00頃までフジテレビの報道特別番組を同時ネットしていたため第2部は同時ネットとなったものの、第1部は時差ネットの放送となった[注釈 63]。
- 2023年5月19日 - G7広島サミットが開幕したため、有働由美子キャスターと小栗泉解説委員が中継先から出演し、放送した。スタジオは、中島芽生アナウンサーが出演。
- 2023年11月21日 - 番組開始前の22時46分ごろに北朝鮮から弾道ミサイルとみられる物体を発射したことを受け「世界衝撃!ウワォ動画」を途中で打ち切り開始した報道特別番組に引き続き、本番組で関連情報を放送した。

- 2007年10月2日 - 読売ジャイアンツのセントラル・リーグ優勝に伴い、15分拡大し特別スペシャルとして放送（23:34 - 翌0:53）。原辰徳監督や、高橋由伸・上原浩治・小笠原道大選手が生出演した。
- 2007年10月18日 - 北海道日本ハムファイターズがパシフィック・リーグ・クライマックスシリーズ優勝に伴い、ラルフが札幌ドームからの中継を担当。そのため、スタジオは3人で進行（ゲストはなし）。また、巨人対中日戦の放送に伴い、放送時間が1時間繰り下げ、5分延長放送となった。
- 2008年8月11日 - 22日は、北京オリンピックが開催されたため、期間中は、ローカル天気予報の後に全国と北京の天気予報が挿入されるようになった（一部地域では、天気予報がネットされた）。オリンピック開催中、8月13日は、女子バレーボール予選（対ポーランド戦）放送のために放送休止、18日・19日は、大会ハイライト放送のため、放送時間を短縮し22:54 - 23:30までの放送（出演者はラルフと小林の2人のみ）、20日放送分は、ソフトボール3位決定戦放送のため、放送時間を1時間50分繰り下げして21日0:44 - 1:48（20日深夜）の放送。
- 2008年8月15日 - フジテレビ系とのクロスネット局であるテレビ大分がフジテレビ系の北京オリンピック中継をネットするため、臨時にネット返上。
- 2008年8月21日 - 『北京オリンピック 女子サッカー3位決定戦』放送のため、放送休止。
- 2008年10月10日 - 読売ジャイアンツがセントラル・リーグ2年連続優勝に伴い、15分拡大し特別スペシャルとして放送（23:55 - 翌1:10）。
- 2009年11月3日 - 5日は、「'09 プロ野球日本シリーズ・第3 - 5戦」「巨人対日本ハム」戦の中継延長のため、3日は25分（23:19 - 翌0:23）・4日は50分（23:44 - 0:48）・5日は15分（23:09 - 0:13）繰り下げて放送。
- 2009年11月10日 - グラチャンバレー2009女子開幕戦「日本対韓国戦」の中継延長のため、10分繰り下げの23:04開始。また、同日はリンゼイ・アン・ホーカー殺害事件容疑者逮捕報道に伴い、10分拡大放送（23:04 - 翌0:18）。
- 2009年11月11日・18日・19日は、グラチャンバレー2009中継延長のため、11日の女子「日本対ブラジル」戦は10分（23:04 - 翌0:08）・18日の男子開幕戦「日本対ポーランド」戦は30分（23:24 - 翌0:28）・19日の男子「日本対エジプト」戦は10分（23:04 - 翌0:08）繰り下げて放送。
- 2010年3月26日 - 編成の都合上、30分繰り下げての放送だったが、「'10プロ野球・開幕戦 巨人対ヤクルト」戦の中継延長のため、当初予定より20分繰り下げて放送（27日0:20 - 1:20）。
- 2010年6月17日 - 『2010 FIFAワールドカップ ギリシャ対ナイジェリア』放送のため、放送休止。
- 2010年6月29日 - TBS系列の置局がない地区である秋田放送、福井放送、四国放送のみ『2010 FIFAワールドカップ 日本対パラグアイ』TBS制作）の系列外同時ネットのため、臨時にネット返上。
- 2011年4月12日 - 「'11プロ野球・開幕戦 巨人対ヤクルト」戦の中継延長のため、25分繰り下げて放送（23:19 - 翌0:23）。
- 2011年9月6日 - サッカー中継のため、2時間5分繰り下げて放送（翌0:59 - 2:03）。
- 2012年8月1日・7日・8日は、ロンドンオリンピック中継のため休止。
- 2013年3月29日 - 「'13プロ野球・開幕戦」「巨人対広島」戦の中継延長のため、10分繰り下げて放送（30日0:08 - 1:08）。
- 2013年10月29日 -  31日は、「'13 プロ野球日本シリーズ・第3 - 5戦」「巨人対楽天」戦の中継延長のため、29日放送分は1時間（30日0:00 - 0:59）・30日放送分は1時間50分（31日0:50 - 1:49）・31日放送分は1時間25分（11月1日0:25 - 1:24）それぞれ繰り下げ。
- 2013年11月12日・13日・15日・19日は、バレーボール・ワールドグランドチャンピオンズカップ中継延長のため、12日の女子「日本対ロシア」戦は40分（23:40 - 翌0:39）・13日の女子「日本対アメリカ」戦は25分（23:25 - 翌0:24）・15日の女子「日本対タイ」戦は10分（16日0:08 - 1:08）・19日の男子「日本対アメリカ」戦は35分（23:35 - 翌0:34）それぞれ繰り下げ。
- 2014年2月6日 - 「ソチオリンピック・フリースタイルスキー 女子モーグル予選」中継延長のため、当初予定より15分繰り下げて放送（7日0:14 - 1:13）。
- 2014年2月10日・12日は、ソチオリンピック中継のため休止[注釈 64]。
- 2014年3月28日 - 「'14プロ野球・開幕戦 巨人対阪神」戦の中継延長のため、20分繰り下げて放送（29日0:18 - 1:18）。
- 2014年9月26日 - 読売ジャイアンツがセントラル・リーグ3年連続優勝に伴い、15分拡大し特別スペシャルとして放送（23:58 - 翌1:13）。
- 2014年11月14日 - 「2014SUZUKI日米野球・第2戦 侍ジャパン対MLBオールスターズ」戦の中継延長のため、25分繰り下げて放送（15日0:23 - 1:23）。
- 2015年3月27日 - 「'15プロ野球・開幕戦 巨人対DeNA」戦の中継延長のため、15分繰り下げて放送（28日0:13 - 1:13）。
- 2015年9月18日 - 10月30日は、ラグビーワールドカップ2015の速報を伝えるため、毎週金曜日の放送時間を5分拡大。
- 2015年9月23日 - ラグビーワールドカップ2015中継および同中継番組延長のため、当初予定より放送時間を5分繰り下げるとともに短縮版で放送（24日0:30 - 0:55）。出演は右松健太とラルフのみ。
- 2016年3月25日 - 当初は通常放送の予定だったが、17:50から放送された「次の瞬間、熱くなれ。THE BASEBALL2016 巨人対ヤクルト」が延伸したため、20分繰り下げて放送（26日23:50 - 翌0:50）。
- 2016年8月8日・15日・18日は、リオデジャネイロオリンピック中継のため休止[注釈 65]。
- 2016年8月9日 - 19日（前述の通り放送休止となった15日・18日を除く）は、リオデジャネイロオリンピック関連の特設コーナーを放送のため、10分拡大して放送。
- 2017年9月5日・6日・8日・15日は、バレーボール・ワールドグランドチャンピオンズカップ中継延長のため、5日の女子「日本対韓国」戦は15分（23:15 - 翌0:14）、6日の女子「日本対ロシア」戦は45分（23:45 - 翌0:44）、8日の女子「日本対ブラジル」戦は55分（9日0:25 - 1:25）、15日の男子「日本対イタリア」戦は50分（16日0:20 - 1:20）それぞれ繰り下げて放送。
- 2018年2月12日 - 23日は、ピョンチャンオリンピック関連の特設コーナーを放送のため、10分拡大。
- 2018年3月30日 - 当初は通常放送の予定だったが、17:50から放送された「Fun!BASEBALL!!2018 巨人対阪神」が延伸したため、10分繰り下げて放送（30日23:40 - 翌0:40）。
- 2018年6月4日 - 29日（6月12日を除く）は、サッカー・FIFAワールドカップロシア2018関連の特設コーナーを放送のため、10分拡大して放送。
- 2018年6月13日 - 前日12日22:00 - 翌0:05に『サッカー・日本代表国際親善試合「日本×パラグアイ」』中継を放送したことに加え、サッカー・FIFAワールドカップロシア2018関連の特設コーナーを放送のため、1時間5分繰り下げ・10分拡大(0:05 - 1:14)し放送（従って12日は放送休止となり、13日は未明と深夜に2回放送された）。
- 2018年6月28日 - フジテレビ系とのクロスネット局であるテレビ大分・テレビ宮崎と、フジテレビ系列の置局がない地区である山梨放送と四国放送が、『サッカー・FIFAワールドカップロシア2018 予選リーグ・H組「日本対ポーランド」』中継（フジテレビ製作）をネットするため、臨時にネット返上。
- 2018年11月1日 - この日は0:15 - 1:15と23:00 - 23:59（通常放送）の2回放送となった。1回目は前夜の「プロ野球SMBC日本シリーズ第4戦・ソフトバンク×広島」戦の中継（18:30 - 22:09、1時間15分延長）のため、1時間15分繰り下げとなり、11月1日になってからの放送となった（従って10月31日は放送休止）。
- 2019年3月29日 - 当初は通常放送の予定だったが、17:50から放送された「Fun!BASEBALL!!2019 巨人対広島が延伸したため、15分繰り下げて放送（29日23:45 - 翌0:45）。なお、この日の金曜放送分からOP、画面左上のzeroマークに「Friday」表記が追加された。
- 2019年9月23日 - 10月12日[注釈 66]は、ラグビーワールドカップ2019日本大会開催のため放送時間を10分拡大（月 - 木曜日は23:00 - 翌0:09、金曜日は23:30 - 翌0:40、※放送時間は異なる場合あり）。
- 2021年7月22日 - 当番組を休止した上で『有働由美子の東京五輪開幕SP』を特別番組として22:00 - 23:59に放送（クロスネット局のテレビ大分・テレビ宮崎は非ネットの上で23時台は別番組に差し替え）。
- 2021年7月26日・8月2日・8月3日 - テレビ大分・テレビ宮崎はフジテレビ系列の東京オリンピック中継および『東京五輪プレミアム』を放送するため、ネット返上とした。
- 2021年7月27日・8月5日 - 東京オリンピック中継および『東京五輪プレミアム』を放送するため休止。
- 2022年6月2日 - テレビ大分・テレビ宮崎はフジテレビ系列のサッカー中継が延長したため、後者のみ5分繰り下げた[注釈 67]。
- 2022年10月25・27日 - テレビ大分・テレビ宮崎はフジテレビの『SMBC日本シリーズ 第5・7戦』中継（オリックス×東京ヤクルト）が延長したため、25日では翌26日の放送となり前者は0:15から、後者は0:30から、27日では翌28日の放送となり前者は0:25から、後者は0:30からそれぞれ放送。
- 2022年11月22日・12月6日 - テレビ大分・テレビ宮崎はフジテレビのサッカー・FIFAワールドカップカタール大会の中継・ハイライト番組を放送するため、ネット返上とした。また、12月5日もフジテレビ系列では決勝トーナメント1回戦の日本×クロアチア戦中継および関連番組が23:00から放送されていたが、テレビ大分・テレビ宮崎ではそれをネットせず、通常通り当番組がネットされた[注釈 68]。
- 2023年3月29日 - 「サッカーキリンチャレンジカップ2023 日本対コロンビア」の中継のため30分遅れの23:30 - 0:29の放送となった。
- 2023年4月1日 - 3月31日放送の「DRAMATIC BASEBALL2023 巨人×中日 開幕戦」が30分延長したため、0:15 - 1:15の放送となった。
- 2023年7月25日 - 「パリサンジェルマンジャパンツアー2023 パリ・サンジェルマン×アル・ナスル」の中継のため、30分遅れの23:30 - 0:29の放送となった。
- 2024年7月30日（火）・31日（水）・8月9日（金） -　パリオリンピック中継のため、本番組を放送休止した。
- 2024年10月21日（月） - この日のゴールデン・プライムタイムに「2024 JERA クライマックスシリーズ セ・ファイナルステージ第6戦 巨人✕DeNA」および「ナ・リーグ優勝決定シリーズ第6戦 ドジャース×メッツ」を放送し、前者が50分延長したため、23:50 - 0:49の放送となった。なお、テレビ宮崎では当初22時台にテレビ朝日からの遅れネットで放送した連続ドラマ『ザ・トラベルナース』が初回6分拡大放送であったために6分遅れの録画ネット（23:06 - 翌0:05）で放送する予定であったが、この時間繰り下げにより急遽同時ネットでの放送に変更された（後続の『月曜プラチナイト』も同様）[注釈 69]。
- 2024年10月29日 - テレビ大分・テレビ宮崎はフジテレビの『SMBC日本シリーズ 第3戦』中継（ソフトバンク×DeNA）が85分延長したため、翌30日の放送となりテレビ大分では0:25から、テレビ宮崎は0:40からそれぞれ録画ネットされた。
- 2025年3月19日 - 3月18日に放送した『MLB開幕第1戦カブス×ドジャース』が1時間延長したため、0:00 - 1:09に放送となった。
- 2025年3月20日 - 3月19日に放送した『MLB開幕第2戦カブス×ドジャース』が1時間10分延長したため、0:10 - 1:19に放送となった。
- 2025年8月6日 - 『FIBAアジアカップ 第1戦 日本×シリア』の中継のため、5分遅れの23:05 - 0:04の放送となった。

- 村尾の降板と有働の起用
  - 2018年9月29日（土曜日）[注釈 1] - この日をもって、2006年10月の番組開始当初からメインキャスターを務めてきた村尾が降板。番組終盤、村尾は「少しでもこの社会を良くしようと12年前、スタッフとともに『ZERO』を始めました。（中略）いろいろな出来事を皆さんとともに喜び、ともに悲しみ、ともに考えることができました。そんな日々を今日まで続けることができたのは、ひとえに皆さんの支えがあったからこそだと思います。本当にありがとうございました」と述べ、視聴者に感謝した。その後、台風24号が日本列島に接近していたことから、「週末は台風情報に十分、注意してください」と呼びかけた後、杉野が村尾に「村尾さん、12年間お疲れ様でした」と言葉を掛け、村尾が「それでは」と挨拶したところで本編は終了。最後は、放送日時点でのエンディング曲・安室奈美恵『Finally』に乗せて、12年間の村尾の出演・取材シーンを振り返る映像を流し、村尾時代の大団円となった。また、この日は杉野・川畑・杉山も、村尾とともに揃って降板した。
  - 2018年10月1日 - 前回放送で降板した村尾に代わり、元NHKの有働由美子がメインキャスターとなる放送が開始された。また、同日からはスタジオのセット、番組内で使用するBGMなども全く異なるものに一新したほか、番組開始当初のオープニングの順番をキリンビールのカウキャッチャーCM→オープニングCG・前提供クレジット→キャスター登場～本編のパターンから、キリンビールのカウキャッチャーCM→有働由美子(月曜日はそれに加えて櫻井翔も出演、金曜日はゲストも出演する場合あり)が登場して挨拶とトップニュースの概要紹介→オープニングCG・前提供クレジット→本編のパターンに変更した。

- 平成から令和への改元
  - 2019年4月30日は、新元号『令和』への改元に伴う特別編成「news zero 拡大版 有働由美子&櫻井翔 『改元の瞬間』生中継SP〜zeroから考える新時代〜」を行ったため1時間拡大した（第1部…23:00 - 翌0:00・第2部…翌0:00 - 0:59）。櫻井が初めて火曜日に出演したほか、ゲストとして宇野昌磨が出演。また、キャスターも総出し、各地から中継を行った。この日のスタジオはゲストに加えて、コメンテーターの落合、有働・櫻井と木・金曜日担当スポーツキャスターの弘が出演。この日に限り弘はニュース・スポーツニュース・天気予報を担当した。

- 2006年 
  - 12月の1か月間「Think! いじめキャンペーン」と題したキャンペーンを行い、各著名人に「いじめ」という言葉に続くキーワードを考えてもらっていた。また、このキャンペーンでの各著名人からのコメントと「だれもひとりじゃない。」をCM明けのQカットで放映していた。
  - 12月29日・2007年元日 - 1月3日までは放送を休止し、報道局主導の『NNNニュース&スポーツ』として30分間放送された。スポーツコーナーは『スポーツうるぐす』のスタジオから日替わりの男性アナが担当。また生ナレーションは、「ZERO SPORTS」の担当ナレーターが務めていた。
- 2007年 
  - 2007年最初の放送は1月4日からで、1月4日・5日は30分の短縮版ということもあって、キャスターはラルフ・鈴江の2人のみ出演した（ナレーションも日テレのアナウンサーが務めた。5日はサッカー解説の北澤豪も出演した）。
  - 2月22日 - 放送100回目を迎えた。
  - 4月17日 - 長崎市長射殺事件が発生し、3ヶ所の中継（いずれも長崎国際テレビ（NIB）担当）を交え、1990年の長崎市長銃撃事件当時の長崎市長であった本島等氏が出演（事前収録でNIBスタジオとの擬似中継）し、村尾とのインタビューのやり取りも行われた。
  - 6月頃から2012年1月まで、番組ED前に市況（東京株式終値・NY為替相場・10年もの長期金利）をテロップ表示するようになった。同様のことを「ワールドビジネスサテライト」や「報道ステーション」でも行われているがこの番組ではNYダウ・ナスダック指数の項目はない（これはテレビ大分とテレビ宮崎が、日によってフジテレビ系列の編成次第で時差ネットになる場合があるため、これに配慮している）。
- 2008年 
  - 2008年元日 - 1月4日は放送を休止し、報道局主導の『NNNニュース&スポーツ』として25分間放送された。ただし、当番組提供スポンサー（当時は隔日でリコー筆頭、現在は、複数社の一社）はこのニュース&スポーツでも通常と同じようにCMを放送した。このように、2006年以降から現在まで、当番組の代替番組でのスポンサーをネットスポンサー枠部分のみそのまま『NNNニュース&スポーツ』のスポンサーとなっている。上記記載のため、2008年最初の放送は1月7日となり、2007年に放送した短縮版は放送されず、通常版で開始。
- 2009年 
  - 4月1日 - 27日は、リコーが運営する東京・銀座の「RING CUBE」で「NEWS ZERO 写真展」を開催。
  - 6月1日 - 5日は、日テレ系ecoウィーク企画放送のため、10分拡大放送。
  - 10月2日 - 2016年夏季オリンピックの開催地決定の瞬間を生中継するのに伴い、10分拡大放送（23:30 - 翌0:40）。また、この日から金曜は前々枠の『未来創造堂』の終了と前枠の『アナザースカイ』の時間繰上げに伴い、1年ぶりに23:30からの放送に戻される。
- 2010年 
  - 2月4日 - 朝青龍が引退するニュースなどのため、10分拡大放送（23:24 - 翌0:38）。
  - 10月20日 - 31日は、前年に引き続きリコーが運営する東京・銀座の「RING CUBE」で「ZERO写真展2010」を開催。
- 2011年 
  - 5月2日 - 同年3月11日以降使用を中止していたCM明けの「ZERO」コールが再開し、スタジオも通常の明るさに戻った。
  - 5月30日 - 6月3日は、日テレ系ecoウィーク企画放送のため、10分拡大した。また、6月3日放送分は、4日1:00に福島県沖で震度5弱の地震が発生し、スタジオが若干揺れている（震度2）様子が放送されたことに加え、番組後半の一部コーナーを休止した。
  - 8月23日 - 放送時間枠の前半を島田紳助芸能界引退会見に関するニュースを中心に放送した。歴代最高視聴率をマークした。
- 2012年 
  - 2月頃から番組ED前に経済情報（日経平均株価終値・円相場・NYダウ）をテロップ表示するようになった。
  - 6月4日 - 8日は、日テレ系ecoウィーク企画放送のため、10分拡大放送。
- 2013年 
  - 6月3日 - 7日は、「7daysチャレンジTV ～一緒に、未来貢献。～」期間のため、10分拡大放送。
- 2016年  
  - 5月9日 - 12日は、日本テレビの番組内で行われた「7daysTV かぞくって、なんだ。」の企画として、本番組からは櫻井・桐谷・板谷・小正の4人がVTR出演した。
  - 10月3日 - 放送開始から10周年を迎える。この日限定で初代オープニングタイトルCGと初代メインテーマ音楽が復活(ただし前提供クレジットの背景はその日のニュース映像と概要がテロップで紹介する2015年3月30日からと同じバージョンだった、後述)。エンディングでは、第1回のオープニングも一部流された。
- 2017年 
  - 5月22日 - 26日は、「7daysTV かぞくって、なんだ。」の企画を放送のため10分拡大（22日 - 25日23:00 - 翌0:09、26日23:30 - 翌0:40）。
  - 6月23日 - この日、2006年の放送開始から3年半キャスターを務めた小林の訃報が伝わり、そのことに関するニュースを放送するため、当初予定していた内容を大幅に変更した特別編成で放送[31]。この日は小林が出演していた当時の共演者である村尾、鈴江、ラルフが進行。出演当時、小林が座っていた場所には花束が置かれた[32]。出演当時の共演者の一人である星野からのVTRコメントや、板谷からのメッセージ、同日に局内で行われた櫻井の記者会見映像も取り上げられた。なお、小林の訃報以外の当日の一般ニュースとスポーツニュースは、番組終盤に本来の金曜キャスターである杉野・川畑が担当する形で短く放送した（この影響で、当日のプロ野球の結果は巨人戦以外はテロップで伝える形を取った）ほか、金曜カルチャー担当キャスターの杉山は休演した（通常杉山が担当する天気予報は杉野が代わりに担当）。さらに、この日はエンディング曲が、番組開始当初に使用していたスガシカオ「春夏秋冬」に変更された。
    - またこれを受けて、6月26日21:00 - 22:54に『小林麻央さん追悼番組～優しく強く生きた34年～』[注釈 70][注釈 71]を急遽編成することになり、当番組のスタジオから村尾、鈴江、ラルフ、板谷の4名で担当した（ただし、当番組をネットしているクロスネット局のうち、テレビ宮崎は通常時から当該時間帯を他系列番組の遅れネットとしているため非ネット）。同番組は生放送だったため、村尾とラルフは番組終了後そのまま本番組へ出演した。
- 2018年 
  - 4月30日 - 5月4日は、「ゴールデンまなびウイーク」の企画を放送のため10分拡大（30日 - 3日は23:00 - 翌0:09、4日は23:30 - 翌0:40）。
  - 11月5日 - 11月9日は、「カラダweek」の企画を放送のため10分拡大。
- 2019年 
  - 4月29日、5月2日・3日は、「ゴールデンまなびウイーク」の企画を放送のため10分拡大（29日・2日は23:00 - 翌0:09、3日は23:30 - 翌0:40）。
- 2024年
  - 1月31日は、『有吉の壁』2時間スペシャルが、能登半島地震に起因した報道特別番組に伴う『上田と女が吠える夜』の新春スペシャルを1月17日に延期したため、その日に放送することとなり、20時台以降の番組が1時間繰り下げたため、翌2月1日0:00 - 0:59に放送された。これにより、テレビ宮崎では当番組が開始するまでの間、穴埋め対応の措置がとられた。
- 2025年
  - 6月2 -5日は、「GOOD FOR THE PLANET」の企画を放送のため10分拡大（2・4・5日は23:00 - 翌0:09、6日は23:30 - 翌0:40）。3日に関しては、その日に亡くなられた長嶋茂雄の追悼企画に時間を割いたため、23:00 - 翌0:24の放送となった。
  - 8月12日は、前述の影響によりその日の19時台に振替放送を行ったため10分拡大（23:00 - 翌0:09）

## ネット局
前番組『NNNきょうの出来事』と同じく、週末最終版の『Going!Sports&News』を含めNNN加盟全30局がネットする唯一のニュース番組である。
30局のうち、以下の表の☆印は読売中京FSホールディングス連結子会社の系列局である。
| 放送対象地域   | 放送局                    | 系列                                         | 放送曜日・時間                              | 備考                    |
| -------------- | ------------------------- | -------------------------------------------- | ------------------------------------------- | ----------------------- |
| 関東広域圏     | 日本テレビ（NTV）         | 日本テレビ系列                               | 月 - 木曜 23:00 - 23:59 金曜 23:30 - 翌0:30 | 制作局                  |
| 北海道         | 札幌テレビ（STV）☆        | 日本テレビ系列                               | 月 - 木曜 23:00 - 23:59 金曜 23:30 - 翌0:30 |                         |
| 青森県         | 青森放送（RAB）           | 日本テレビ系列                               | 月 - 木曜 23:00 - 23:59 金曜 23:30 - 翌0:30 |                         |
| 岩手県         | テレビ岩手（TVI）         | 日本テレビ系列                               | 月 - 木曜 23:00 - 23:59 金曜 23:30 - 翌0:30 |                         |
| 宮城県         | ミヤギテレビ（MMT）       | 日本テレビ系列                               | 月 - 木曜 23:00 - 23:59 金曜 23:30 - 翌0:30 |                         |
| 秋田県         | 秋田放送（ABS）           | 日本テレビ系列                               | 月 - 木曜 23:00 - 23:59 金曜 23:30 - 翌0:30 |                         |
| 山形県         | 山形放送（YBC）           | 日本テレビ系列                               | 月 - 木曜 23:00 - 23:59 金曜 23:30 - 翌0:30 |                         |
| 福島県         | 福島中央テレビ（FCT）     | 日本テレビ系列                               | 月 - 木曜 23:00 - 23:59 金曜 23:30 - 翌0:30 |                         |
| 山梨県         | 山梨放送（YBS）           | 日本テレビ系列                               | 月 - 木曜 23:00 - 23:59 金曜 23:30 - 翌0:30 |                         |
| 新潟県         | テレビ新潟（TeNY）        | 日本テレビ系列                               | 月 - 木曜 23:00 - 23:59 金曜 23:30 - 翌0:30 |                         |
| 長野県         | テレビ信州（TSB）         | 日本テレビ系列                               | 月 - 木曜 23:00 - 23:59 金曜 23:30 - 翌0:30 |                         |
| 静岡県         | 静岡第一テレビ（SDT）     | 日本テレビ系列                               | 月 - 木曜 23:00 - 23:59 金曜 23:30 - 翌0:30 |                         |
| 富山県         | 北日本放送（KNB）         | 日本テレビ系列                               | 月 - 木曜 23:00 - 23:59 金曜 23:30 - 翌0:30 |                         |
| 石川県         | テレビ金沢（KTK）         | 日本テレビ系列                               | 月 - 木曜 23:00 - 23:59 金曜 23:30 - 翌0:30 |                         |
| 福井県         | 福井放送（FBC）           | 日本テレビ系列                               | 月 - 木曜 23:00 - 23:59 金曜 23:30 - 翌0:30 |                         |
| 中京広域圏     | 中京テレビ（CTV）☆        | 日本テレビ系列                               | 月 - 木曜 23:00 - 23:59 金曜 23:30 - 翌0:30 |                         |
| 近畿広域圏     | 読売テレビ（ytv）☆        | 日本テレビ系列                               | 月 - 木曜 23:00 - 23:59 金曜 23:30 - 翌0:30 |                         |
| 鳥取県・島根県 | 日本海テレビ（NKT）       | 日本テレビ系列                               | 月 - 木曜 23:00 - 23:59 金曜 23:30 - 翌0:30 |                         |
| 広島県         | 広島テレビ（HTV）         | 日本テレビ系列                               | 月 - 木曜 23:00 - 23:59 金曜 23:30 - 翌0:30 |                         |
| 山口県         | 山口放送（KRY）           | 日本テレビ系列                               | 月 - 木曜 23:00 - 23:59 金曜 23:30 - 翌0:30 |                         |
| 徳島県         | 四国放送（JRT）           | 日本テレビ系列                               | 月 - 木曜 23:00 - 23:59 金曜 23:30 - 翌0:30 |                         |
| 香川県・岡山県 | 西日本放送（RNC）         | 日本テレビ系列                               | 月 - 木曜 23:00 - 23:59 金曜 23:30 - 翌0:30 |                         |
| 愛媛県         | 南海放送（RNB）           | 日本テレビ系列                               | 月 - 木曜 23:00 - 23:59 金曜 23:30 - 翌0:30 |                         |
| 高知県         | 高知放送（RKC）           | 日本テレビ系列                               | 月 - 木曜 23:00 - 23:59 金曜 23:30 - 翌0:30 |                         |
| 福岡県         | 福岡放送（FBS）☆          | 日本テレビ系列                               | 月 - 木曜 23:00 - 23:59 金曜 23:30 - 翌0:30 |                         |
| 長崎県         | 長崎国際テレビ（NIB）     | 日本テレビ系列                               | 月 - 木曜 23:00 - 23:59 金曜 23:30 - 翌0:30 |                         |
| 熊本県         | くまもと県民テレビ（KKT） | 日本テレビ系列                               | 月 - 木曜 23:00 - 23:59 金曜 23:30 - 翌0:30 |                         |
| 大分県         | テレビ大分（TOS）         | 日本テレビ系列 フジテレビ系列                | 月 - 木曜 23:00 - 23:59 金曜 23:30 - 翌0:30 | [ 注釈 73 ]             |
| 宮崎県         | テレビ宮崎（UMK）         | フジテレビ系列 日本テレビ系列 テレビ朝日系列 | 月 - 木曜 23:00 - 23:59 金曜 23:30 - 翌0:30 | [ 注釈 73 ]             |
| 鹿児島県       | 鹿児島読売テレビ（KYT）   | 日本テレビ系列                               | 月 - 木曜 23:00 - 23:59 金曜 23:30 - 翌0:30 | [ 注釈 74 ] [ 注釈 75 ] |

※2006年9月から、系列地上波と日テレNEWS24で同番組のPRが2本分放送されたが、BS放送、CS放送向けの宣伝ではNNN系列が無い沖縄県（鹿児島読売テレビ・沖縄ケーブルネットワーク、宮古テレビが受信できる地域を除く）、佐賀県（福岡放送、長崎国際テレビ、くまもと県民テレビ、区域外再送信を行うケーブルテレビ局が受信できる地域を除く）など視聴できない地域に配慮し「BS、CS、一部地域を除く」という表記がされている。これは他のNNNのニュース番組の宣伝でも同様である。また、BS日テレは日テレNEWS24のフィラー放送で「Pre-dawn Update」を放送しており、当番組のニュース素材を使用していることから、事実上部分的に遅れネットしている。2020年10月5日からは日テレ系ライブ配信で沖縄でも視聴可能になった。

## テーマソング

### メインテーマ
初代・2006年10月2日 - 2012年3月31日・2016年10月3日（作曲：中塚武）
メインテーマ・BGMを含む。作曲は、ホ長調の曲である。「ZERO〜」のハミングとギター風の演奏。
「ZERO〜」のハミングの後は、提供クレジットの量によって若干違い、2タイプある（1度に表示するタイプと、2ページに分けて表示するタイプ）。オープニングテーマとメインテーマは、日本テレビ開局55周年を記念して発売されたアルバム「ベスト・ヒット! 日テレ55 [日テレ・スタンダード]」に収録されている（ただし、金曜のアレンジ版は未収録）。
2009年10月2日より、金曜のみアレンジ版によって放送（ニュース内容によって通常版の場合もあった）。
2代目・2012年4月2日 - 2013年3月30日（作曲：神坂享輔・中塚武）
BGMも一新され、「ZERO〜」のハミングも1キー上がった。
3代目・2013年4月1日 - 2018年9月29日（2016年10月3日除く）（作曲：イケガミキヨシ・中塚武）
「ZERO〜」のハミングが初代に戻された。
2015年3月30日からオープニングCGが変更されたが、メインテーマ・BGMは変更なし。これ以降、前提供クレジットの背景がオープニングCGではなくその日のニュース映像となり、提供クレジットの周りにテロップでその日放送するニュースの概要が出る形になる。
4代目・2018年10月1日 - 2019年10月25日（作曲：西口悠二）
サークルロゴを基調としてすべてを一新。ハミングはこれ以降SEKAI NO OWARIのFukaseによるもの。
番組内のBGMも西口が担当している。
金曜のみ曲調、CGが若干異なる。2019年3月29日放送分から金曜は「ze〜ro〜」のハミングの後に「Friday」のコールが入るようになり、同年4月8日放送分から月曜 - 木曜のハミングがアレンジ版に変更された（CM前はそのまま）。他にも同年4月30日放送の「改元の瞬間スペシャル」では「Special」のコールが入った。
5代目・2019年10月28日 - 2021年9月24日（作曲：高木文世）
「ze〜ro〜」のハミングは先代のものを引き続き使用しているが、金曜の「ze〜ro〜」のハミング後の「Friday」のコールおよび表示が廃止され、再び月曜 - 木曜と共通のものとなった。
番組内のBGMや効果音も高木が担当している。
オープニングCGは「territory」（制作：杉江宏憲）に変わり、初めて人物が描写される。また、オープニングCGのみタイトルロゴが「news ○」（○は「zero」の「o」と同じデザイン）表記となる。
6代目・2021年9月27日 - 2024年3月29日（作曲：高木文世）
オープニングCGは「flower」（制作：杉江宏憲）。先代に続き人物が描写される。オープニングCGにおけるタイトル表記も先代と同様。
7代目・2024年4月1日 - 現在 （作曲：寄崎知紘）　

### エンディングテーマ
- 12月最後の放送の場合、テーマソングに乗せて1年間を振り返る映像が放送される場合もある。
- 放送中にJアラートや緊急地震速報が発令されたり、速報が挿し込まれるなどで内容が大幅変更される場合はエンディングテーマを流さず終了することがある。他にも2023年3月23日に侍ジャパンの栗山英樹監督（当時）が生出演した際にはエンディング内でコメントを述べたためエンディングテーマが流れなかった。
- 2006年10月6日 - 2007年12月28日：スガシカオ「春夏秋冬」
  - 2007年1月24日発売のベストアルバム『ALL SINGLES BEST』内にスペシャルトラックとして収録。ベストアルバム発売翌日の1月25日には、番組の最後に生出演・生演奏を行った（ただし、S2スタジオからの中継扱いとなった）。
  - 2017年6月23日は当時キャスターの小林の訃報関連で小林の映像とともに曲が流れ、最後に小林の映像で、画面下部に緑の文字で「麻央さんありがとう」と表示されていた。
- 2008年1月7日 - 2008年12月27日（土）[注釈 8]：Chara「Call me」
  - 2008年6月25日発売のアルバム『honey』に収録。
- 2009年1月5日 - 2010年10月1日：福山雅治「道標」
  - 2009年5月20日発売のシングル『化身』、6月30日発売のアルバム『残響』に収録。
- 2010年10月4日 - 2011年4月29日：福山雅治「道標 2010」
  - 2010年11月17日発売のアルバム『THE BEST BANG!!』に収録。番組出演者の宮本笑里とのコラボ。
- 2011年5月2日 - 2012年3月31日（土）[注釈 8]：氷室京介「IF YOU WANT」
  - 2012年3月14日発売のシングル『IF YOU WANT』に収録。
  - 『ZERO』のために書き下ろした作品で「東日本大震災の被災者の方々に向けて、また、今の日本にささげる歌」として既に出来上がっていた歌詞の一部を書き換えて完成させたとのこと[37]。
- 2012年4月2日 - 2013年12月28日（土）[注釈 8]：絢香「ツヨク想う」
  - 2012年12月12日発売のライブDVD『絢香 LIVE TOUR 2012 “The beginning”〜はじまりのとき〜』の特典CDに収録。
- 2014年1月6日 - 2015年3月28日（土）[注釈 8]：DREAMS COME TRUE「AGAIN」[38]
  - 2014年3月21日発売のシングル『AGAIN』、2015年7月7日発売のベストアルバム『DREAMS COME TRUE THE BEST! 私のドリカム』に収録。
- 2015年3月30日 - 2016年4月1日：Mr.Children「進化論」
  - 2015年6月4日発売のアルバム『REFLECTION』に収録。
- 2016年4月4日 - 2017年3月31日：宇多田ヒカル 「真夏の通り雨」
  - 2016年4月16日に配信リリース、同年9月28日発売のアルバム『Fantome』に収録。
- 2017年4月3日 - 2017年9月30日（土）[注釈 8]：ゆず「カナリア」※2017年6月23日・7月28日を除く
  - 2017年6月21日発売のEP『「謳おう」EP』、2018年4月4日発売のアルバム『BIG YELL』に収録。
- 2017年10月2日 - 2018年9月29日（土）[注釈 1]： 安室奈美恵「Finally」※2018年8月23日を除く
  - 安室は2018年9月16日に芸能界を引退したが、翌17日から29日までのリニューアル前の2週間も継続使用された。
- 2018年10月1日 - 2019年10月25日：椎名林檎と宮本浩次（エレファントカシマシ）「獣ゆく細道」[39]
  - 2018年10月2日に配信リリース、2019年5月27日発売のアルバム『三毒史』、同年11月13日発売のベストアルバム『ニュートンの林檎 〜初めてのベスト盤〜』に収録。
  - エンディングに表示される歌詞は縦書き。
- 2020年1月6日 - 2020年12月26日（土）：あいみょん「さよならの今日に」[40]※2020年1月8日を除く
  - 2020年2月2日に配信リリース、同年9月9日発売のアルバム『おいしいパスタがあると聞いて』に収録。
  - 2020年2月21日にはあいみょんがスタジオ生出演。生歌唱・ギター演奏でテレビ初披露した[41]。
  - 2019年10月28日の番組リニューアルから12月27日まではエンディングテーマを設けず、メインテーマを流していた。
- 2021年1月4日 - 2022年3月26日（土）[注釈 4]：米津玄師「ゆめうつつ」[42]
  - 2021年6月16日発売のシングル『Pale Blue』、2024年8月21日発売のアルバム『LOST CORNER』に収録。
- 2022年3月28日 - 2023年3月31日：菅田将暉「惑う糸」[43]※2023年3月23日を除く
  - 2022年6月7日に配信リリース、2024年7月3日発売のアルバム『SPIN』に収録。
- 2023年4月3日 - 2024年3月29日：Official髭男dism「日常」[44]
  - 2023年9月13日発売のシングル『Chessboard/日常』、2024年7月31日発売のアルバム『Rejoice』に収録。
  - 2023年12月14日・15日には有働とOfficial髭男dismのメンバーによる対談を2夜連続で放送、同楽曲のテレビ初パフォーマンスも届けられた。
- 2024年5月28日 - 2025年3月29日（土）[注釈 4]：ONE OK ROCK「Dystopia」※2024年7月16日・8月27日を除く
  - 2024年10月25日に配信リリース、2025年2月21日発売のアルバム『DETOX』に収録。
  - 2024年4月1日の番組リニューアルから5月27日まではエンディングテーマを設けず、メインテーマを流していた。
- 2025年3月31日 -：RADWIMPS「命題」[45]※2025年7月15日を除く
  - 2025年7月23日に配信リリース、2025年10月8日リリース予定のアルバム(タイトル未定)に収録。

## 特別番組
不定期に「NEWS ZERO 特別版」をローカルセールス枠で放送している。また、2007年の参院選より国政選挙特番『ZERO×選挙』を放送しているほか、2008年3月から同年9月までおよび2009年4月から同年9月まで、『NEWS ZERO特別版「ZERO野球」』が月1回、土曜10:30-11:25に放送されていた。

## ネット配信
2回目のCM後のミニコーナー「10"voice」、特集コーナーの一部の内容（ただし音楽および一部画像は差し替えられる（モザイクもしくは画面カット）場合有り）、および火曜日（桐谷）、板谷・髙橋・又吉出演時の放送後の各出演者による舞台裏トークなどが日テレオンデマンド（旧・第2日本テレビ→日テレオンデマンド\0）の「ニュースピックアップ（旧：第2日テレ報道部）」で配信されている。
2018年10月1日 - 2019年7月31日の期間は放送終了後に「ウドウ反省会」の様子をFacebook、Twitter、Instagramの番組公式SNSで配信した。ウドウ反省会ではSNSで番組放送中、反省会配信中にTwitterなどでハッシュタグを付けて投稿した視聴者からの番組宛てのメッセージが紹介され、今後の番組に生かしていくとしている。原則として有働と局アナとその日のゲストが出演するが櫻井は出演しなかった。また、2019年3月11日は東日本大震災の取材で有働が被災地から中継で出演したため、この反省会には有働は出演せずスタジオから局アナのみの出演となった。
2020年10月5日 - 2020年12月25日放送分は常時同時配信サービス「日テレ系ライブ配信」（現・日テレ系リアルタイム配信）の一環として、TVerにて同時配信を行った。
2021年1月31日から月1回、本番組のスピンオフとして、『Update the world』をTVerとTwitterにてライブ配信している。

## 不祥事・問題となった放送内容

### エステ店医師法違反事件での盗撮
2007年6月26日、放送倫理・番組向上機構 (BPO) の「放送と人権等権利に関する委員会」(BRC) は、『NEWS ZERO』、そして同じ映像を放送した『NNNニュースD』、『NNN Newsリアルタイム』に対して「放送倫理に欠けるところがあった」と認定し、日本テレビ放送網に対し再発防止を要望した。
2007年2月7日放送にて、隠しマイクやカメラにより無断で撮影した人物の顔を放送したため、撮影された本人が「盗撮映像が使われ、極悪人のごとく報道された。プライバシーも侵害された」と申し立て、放送と人権等権利に関する委員会にて審理が開始された。放送と人権等権利に関する委員会は、プライバシー侵害自体は否定したが、盗み撮りした映像の使用法に対し「記者がその身分を隠して行った隠しカメラ、隠しマイクによる取材を基にこれを放送することが本件容疑事実の報道に不可欠であったとは言いがたい」と指摘、「申立人の知らない間に撮影した歩行中の申立人の顔や姿を大写しにした映像を報道の最初と最後に繰り返して使用し、さらにスローモーション処理までして申立人の実名と共に申立人の犯行であることを視聴者に必要以上に強く印象づける方法で放送したことは、放送倫理に欠けるところがあったと判断せざるを得ない」とし、「放送倫理違反があったというべき」と認定した。

### プロデューサーによるセクハラ・パワハラ報道
山岸舞彩や女性スタッフ数人にセクシャルハラスメントやパワーハラスメント行為をしたとして、当時の番組プロデューサーの山崎大介が2013年6月1日付けでプロデューサー職を解かれた。山崎プロデューサーは局員や制作会社を問わず新人女性スタッフに、手当たり次第メールをし誘っていた。誘いを断った女性には大量の仕事を押し付け、人前で大声で怒鳴ったりとパワハラともいえる行為をし、ノイローゼになり転職した女性もいた。さらに、八木早希キャスターとの不倫疑惑まで報じられるなど山崎プロデューサーの行為は局内で問題視されていた、と報道された。6月3日に山岸キャスターは「私自身、セクハラを受けた認識もなかったですし、セクハラという言葉を発したこともないです。セクハラという言葉だけが一人歩きしていることは残念ですし不本意、自分の本意ではないです」、「日本テレビやNEWS ZEROのスタッフの皆さんは本当にいい方で、私の話を真摯に聞いてくださいましたし、相談にも乗っていただきました。これからもNEWS ZEROのキャスターとして頑張っていきたいですし、応援していただきたいと思います」とコメントし、セクハラという表現については否定したが、山崎プロデューサーからのパワハラ被害の悩みをスタッフに打ち明けていたことは認めた。